# Virgin Beauty
《Virgin Beauty》는 미국의 재즈 색소폰 연주자 오넷 콜먼과 그의 프라임 타임 앙상블의 음반이다. 1988년 6월 14일, 포트레이트 레코드에 의해 발매되었다.
이 음반의 트랙 중 세 곡은 기타리스트 제리 가르시아가 참여했는데, 그는 콜먼, 그의 아들 데나르도, 세실 테일러가 그레이트풀 데드 콘서트에 참석했던 1987년 9월까지 거슬러 올라갈 수 있다. 공연에 이어 콜먼은 가르시아를 《Virgin Beauty》의 녹음 세션에 초대했다. 1993년 2월, 그레이트풀 데드를 위해 오클랜드에서 열린 쇼에서 프라임 타임이 열렸고, 콜먼은 그레이트풀 데드의 "스페이스 잼" 부분에 참여했다.

## 평가
| 전문가 평가                          | 전문가 평가 |
| 평가 점수                            | 평가 점수   |
| 출처                                 | 점수        |
| ------------------------------------ | ----------- |
| AllMusic                             | [ 2 ]       |
| Christgau's Record Guide             | A           |
| Tom Hull                             | A−          |
| The Penguin Guide to Jazz Recordings | [ 5 ]       |
| The Rolling Stone Album Guide        | [ 6 ]       |

《Virgin Beauty》는 《빌보드》 재즈 차트에서 2위에 올랐고 발매 첫 해에 이전 콜먼 음반보다 더 많이 팔렸다.
스콧 야노우는 올뮤직에 대한 리뷰에서 "음악은 종종 흥미롭지만, 흡수하기 위해서는 몇 번의 청취가 필요하고, 조사할 가치가 있다"고 언급했다.
《롤링 스톤》의 데이비드 프리케는 "많은 데드헤드들이 오직 제리 가르시아가 세 개의 트랙에 있다는 것 때문에 《Virgin Beauty》에 투자했다. 하지만 그들은 프라임 타임의 전염성 있는 추진력과 콜먼의 색소폰 진술의 감정적인 힘과 놀라운 따뜻함에 기분 좋게 놀랐을 것이다."

## 곡 목록
모든 곡들은 오넷 콜먼에 의해 작곡하였다.
| #   | 제목                      | 재생 시간 |
| --- | ------------------------- | --------- |
| 1.  | 〈3 Wishes〉              | 4:23      |
| 2.  | 〈Bourgeois Boogie〉      | 5:11      |
| 3.  | 〈Happy Hour〉            | 4:49      |
| 4.  | 〈Virgin Beauty〉         | 3:34      |
| 5.  | 〈Healing the Feeling〉   | 5:21      |
| 6.  | 〈Singing in the Shower〉 | 4:26      |
| 7.  | 〈Desert Players〉        | 4:24      |
| 8.  | 〈Honeymooners〉          | 4:24      |
| 9.  | 〈Chanting〉              | 3:01      |
| 10. | 〈Spelling the Alphabet〉 | 1:30      |
| 11. | 〈Unknown Artist〉        | 4:12      |